# Alpendorada, Várzea e Torrão
Alpendorada, Várzea e Torrão es una freguesia portuguesa del municipio de Marco de Canaveses, distrito de Oporto.

## Historia
Fue creada el 28 de enero de 2013 en aplicación de una resolución de la Asamblea de la República de Portugal promulgada el 16 de enero de 2013 con la unión de las freguesias de Alpendurada e Matos, Torrão y Várzea do Douro, pasando su sede a estar situada en Alpendorada.

## Demografía
| Gráfica de evolución demográfica de Alpendorada, Várzea e Torrão entre 2011 y 2021 |
|                                                                                    |
| Datos según el nomenclátor publicado por el INE portugués.                         |